# Juan Verduzco
Juan Alberto Verduzco Ramonfaur (Chihuahua, Chihuahua; 28 de enero de 1946 - Ciudad de México; 4 de marzo de 2024) fue un actor mexicano, reconocido por haber interpretado a Don Camerino en la serie de televisión La familia P. Luche.

## Carrera
Debutó en 1967 con la telenovela La casa de las fieras, en un papel menor.[cita requerida] Participó también en la película El pequeño Robin Hood. Participó en varias telenovelas entre los setenta y ochenta, destacando Gotita de gente y Sandra y Paulina. 
En 1987 participó en Rosa salvaje. Ese mismo año obtiene uno de sus papeles más recordados, como el padre Camilo en la teleserie Dr. Cándido Pérez, pero su papel más reconocido a nivel internacional es el de Don Camerino(el magnate hombre de negocios y dueño de media Ciudad Peluche) en la comedia La familia P. Luche.
En 1989, participa en Mi segunda madre, donde interpreta a Enrique. En 1995 participa en Pobre niña rica, donde interpreta a Manuel Lasso. También participa en la comedia Humor... es los comediantes. En sus últimas telenovelas destacaron sus personajes en Amores verdaderos, Por siempre mi amor, La gata y El hotel de los secretos.

### Muerte
Falleció el 4 de marzo de 2024 en  Ciudad de México, debido a una esclerosis que padecía hace un año y medio.

## Filmografía

### Telenovelas
- Te doy la vida (2020) - Padre de la Boda de Pedro y Gina
- Ringo (2019) - Renato
- Y mañana será otro día (2018) - Lic. Solís
- Tenías que ser tú (2018) - Invitado
- La doble vida de Estela Carrillo (2017) - Juez Estrada
- Mi adorable maldición (2017) - Psicólogo
- Un camino hacia el destino (2016) - Licenciado Bécquer
- El hotel de los secretos  (2016) - Don Javier Góngora
- Hasta el fin del mundo (2014-2015) - Aguilar
- La gata (2014) - Agustín Martínez-Negrete
- Por siempre mi amor (2013-2014) - Dr. Elías Carranza
- Corazón indomable (2013) - Abelardo
- Amores verdaderos (2012-2013) - Doctor Montaño
- Cachito de cielo (2012) - Marcel
- Una familia con suerte (2011-2012)- Don Julio Treviño
- Para volver a amar (2010-2011) - Enrique Pimentel
- Atrévete a soñar (2009-2010) - Adolfo Lanfontaine
- Alma de hierro (2008-2009) - Saúl Higareda
- Amor sin maquillaje (2007)
- Destilando amor (2007) - Padre Cosme
- Duelo de pasiones (2006)
- La fea más bella (2006-2007) - Padre
- Amy, la niña de la mochila azul (2004) - Román
- Bajo la misma piel (2003-2004) - Aurelio Acosta
- Velo de novia (2003)
- ¡Vivan los niños! (2002) - Juez Tirado
- La culpa (1996-1997) - Director Sandoval, Universidad.
- Pobre niña rica (1995) - Dr. Manuel Leyton
- María José (1995) - Horacio
- Agujetas de color de rosa (1994) - Sr. Méndez
- Mi segunda madre (1989) - Enrique
- Rosa salvaje (1987-1988) - Sr. Ramos
- Vivir un poco (1985-1986) - Doctor
- La fiera (1983-1984) - Marín
- Déjame vivir (1982) - Quino
- Caminemos (1980-1981) - Bruno
- Sandra y Paulina (1980) - Rubén
- Los ricos también lloran (1979-1980) - Dr. Mejía
- Gotita de gente (1978-1979) - Eugenio
- Mundo de juguete (1974) - Ginecólogo

### Cine
- Cándido de día, Pérez de noche (1992) - Padre Camilo Pérez
- Cándido Pérez, especialista en señoras (1991)
- Narco terror (1985) - Morris
- El sinvergüenza (1984)
- El pequeño Robin Hood (1975)

### Series
- Esta historia me suena (2022)[6]
- Una Familia de diez (2020) - Tio RoRo (Tío incómodo de Renata y Licha).
- Como dice el dicho (2013) - Moravia
- Adictos (2012) - Saldaña
- La familia P. Luche (2002-2004/2007/2012) - Don Camerino Malagón
- Vecinos (2005-2007) - Comandante / Señor Olvera
- Par de Ases (2005) - Varios
- Hospital El Paisa (2004) - Sr. Televisión
- Humor es... Los Comediantes (2000-2001) - Co-Host
- Dr. Cándido Pérez (1987-1993) - Padre Camilo
- El Rabo Verde (1970-1971) - El Teporochas